# Platysepalum
Platysepalum es un género de plantas con flores   perteneciente a la familia Fabaceae. Comprende 19 especies descritas y de estas, solo 12 aceptadas.

## Taxonomía
El género fue descrito por Welw. ex Baker y publicado en Fl. Trop. Africa 2: 131. 1871.
Etimología
Platysepalum: nombre genérico que deriva de las palabras griegas: platy = ancho y sepalum = "sépalo".

## Especies aceptadas
A continuación se brinda un listado de las especies del género Platysepalum aceptadas hasta mayo de 2015, ordenadas alfabéticamente. Para cada una se indica el nombre binomial seguido del autor, abreviado según las convenciones y usos.	
- Platysepalum chevalieri Harms
- Platysepalum chrysophyllum Hauman
- Platysepalum cuspidatum Taub.
- Platysepalum ferrugineum Taub.
- Platysepalum hirsutum (Dunn) Hepper
- Platysepalum hypoleucum Taub.
- Platysepalum inopinatum Harms
- Platysepalum poggei Taub.
- Platysepalum pulchrum Hauman
- Platysepalum scaberulum Harms
- Platysepalum vanderystii De Wild.
- Platysepalum violaceum Baker